# Mariano Fernández (actor)
Mariano Fernández (Madrid, 9 de abril de 1814-Madrid, 23 de enero de 1890) fue un actor teatral español.

## Biografía
Nació en la madrileña calle del Barco el 9 de abril de 1814. Matriculado en el conservatorio en 1830, en 1834 ingresó en la compañía del Teatro del Príncipe, convirtiéndose José García Luna en su primer maestro y debutando ese año con un papel en La Mojigata, de Leandro Fernández de Moratín y otro en Un paseo á Bedlam, de Eugène Scribe. Tras un tiempo en Sevilla y Cádiz, fue recontratado por Julián Romea en 1840 para el Teatro del Príncipe. También actuó en la década de 1850 en el Teatro del Circo. Interpretó más de 80 veces la comedia La redoma encantada.
Fallecido en su domicilio en la madrileña calle de la Cruz a las doce menos cuarto de la noche del 23 de enero de 1890, recibió sepultura en el cementerio de la Sacramental de San Lorenzo.